# Neoamphicyclus
Genre
Neoamphicyclus est un genre d'holothuries (concombres de mer) de la famille des Cucumariidae. 

## Liste des espèces
Selon World Register of Marine Species (12 mars 2015) :
- Neoamphicyclus altoffi O'Loughlin, 2007
- Neoamphicyclus lividus Hickman, 1962
- Neoamphicyclus materiae O'Loughlin, 2007
- Neoamphicyclus mutans (Joshua, 1914)

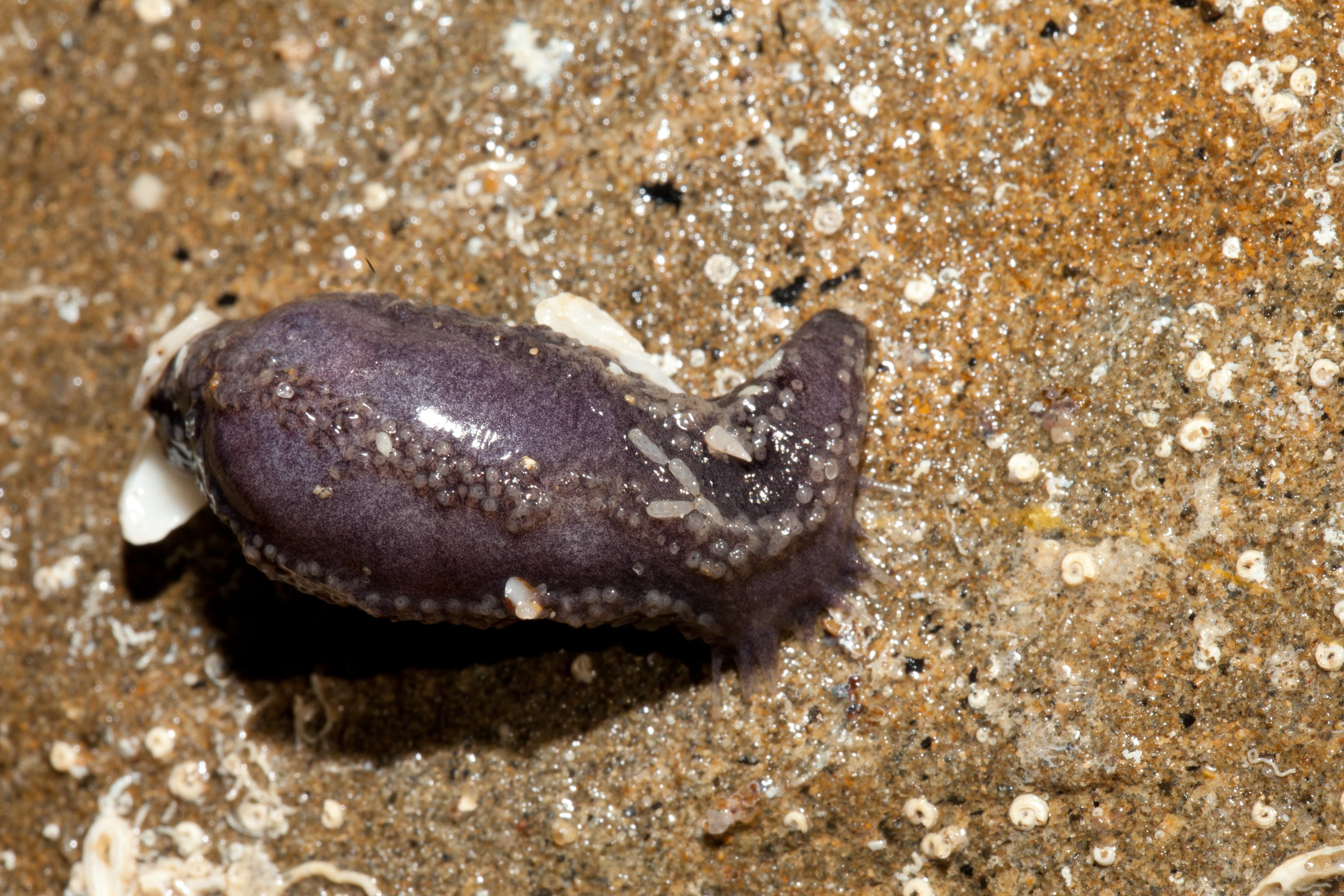
Neoamphicyclus materiae (Bunurong Marine National Park)